# 5-й армійський корпус (Румунія)
5-й армійський корпус (Румунія) (рум. Corpul 5 Armată (România) — військове з'єднання, армійський корпус Королівської румунської армії, який брав участь у німецько-радянській війні з 1941 до 1945 рік.

## Історія з'єднання

### Операція «Мюнхен»
5-й армійський корпус брав участь в операції «Мюнхен», діючи на південному напряму фронту в напряму Кантемір—Комрат-Аккерман. Корпус входив до складу 4-ї румунської армії корпусного генерала Ніколае Чуперке і був у центрі оперативної побудови армії, маючи сусідом ліворуч 3-й, а праворуч — 11-й армійські корпуси.
5-й корпус у складі гвардійської та 21-ї піхотної дивізій мав завдання захопити плацдарм через Прут у районі навпроти Фелчу. Але, напередодні вторгнення йшов сильний дощ, і це ускладнювало подолання водної перешкоди румунським військам. Берег був затоплений, а ширина річки коливалася від 200 до 600 м.
2 липня перші підрозділи Гвардійської дивізії форсували Прут, намагаючись створити та закріпитися на плацдармі поблизу Богданешт. У решті решт на всьому фронті 5-го корпусу велася артилерійська підготовка, спрямована на нейтралізацію радянської важкої артилерії, руйнування укріплень і дезорганізацію оборони, але через малу кількість виділених боєприпасів вона не змогла виконати визначене завдання. Крім того, підготовка переправи через річку не була замаскована і не застала противника зненацька. Таким чином гвардійська дивізія зіткнулася з серйозними труднощами і не мала успіху в подоланні водної перешкоди. 5 липня командир 5-го корпусу вирішив ввести в бій 21-шу піхотну дивізію праворуч від гвардійської дивізії, щоб допомогти їй вийти з тупика, в якому вона опинилася. Атака мала початися вночі. Піхота повинна була перейти на Песах через залізничний міст у Богданештах. Артилерію збиралися перекинути лише після того, як у Фелчу побудують новий міст.
Але, багатоденна спроба командування 5-го корпусу прорватися на лівий берег та розвинути наступ у визначеному напряму не увінчалася успіхом. Лише 14 липня, скориставшись переломом у ситуації і тим, що радянські війська навпроти 3-го корпусу почали відступати в напрямку Кишиніва, румунські частини почали переслідування Червоної армії. Відповідно 5-й корпус розпочав переслідування відступаючих радянських військ, які на фоні загрози оточення головних сил 9-ї армії в південній Бессарабії, намагалися уникнути мішка та відійти за рубіж старого кордону по річці Дністер.
Падіння Кишиніва та опанування німецько-румунськими військами північної і центральної Молдови означало кінець важливих боїв у Бессарабії. Група армій «Антонеску» була розформована. Німецька 11-та армія прийняла під своє командування численні румунські формування: 3-ю армію (Кавалерійський та Гірський корпуси) та 4-й корпус (6-та, 8-ма, 13-та та 14-та піхотні дивізії). Під командуванням румунського Генерального штабу та генерала Антонеску залишилася група «Маттенклохт» (румунська 5-та та 15-та піхотні та 1-ша танкова дивізії), 4-та армія з 3-м корпусом (11-та та 35-та піхотні та прикордонна дивізії) та 5-й корпус (21-ша піхотна та гвардійська дивізії, 17-й піхотний полк) на першій лінії та 7-ма піхотна дивізія в другій. 3-тя піхотна дивізія та 7-ма кавалерійська бригада утворили резерв румунського Генерального штабу.

## Склад корпусу
на червень 1941
- Гвардійська дивізія;
- 21-ша піхотна дивізія;
- Прикордонна дивізія;

на вересень 1942
- 5-та піхотна дивізія;
- 6-та піхотна дивізія

на серпень 1944
- 4-та піхотна дивізія;
- 1-ша танкова дивізія